# Resistirei
Resistirei é uma telenovela portuguesa transmitida pela SIC entre 16 de novembro de 2007 e 4 de julho de 2008, em horário nobre, substituindo a telenovela Vingança. Foi adaptada pela Plot para ser produzida pela TDN (Terra do Nunca Produções) do original argentino Resistiré. A telenovela conta a história de um homem que condenado à morte faz tudo por mais um dia. Teve como slogan "Tudo por mais um dia".
Foi reexibida no Brasil através da SIC Internacional a partir de 10 de fevereiro de 2014,  no horário das 14h15, com reprise às 22h00 (horário de Brasília). Em 2011 foi repetida no canal RTP África às 15h (horário de Lisboa).

## Sinopse
Esta sinopse segue, em linhas gerais, o conteúdo do 'site' da SIC
Maurício cresceu na quinta onde agora vive, outrora propriedade de Octávio Graça Almeida, o fundador da marca GRAAL. Conhecido pelos seus avanços extraordinários na área da saúde e estética, mas também pelas investigações secretas no seu laboratório particular, Octávio sempre foi um homem misterioso que alguns ousavam chamar de louco. Para ele trabalhavam os pais de Maurício que partiram e deixaram o filho entregue aos cuidados de Octávio, que o apadrinhou. Maurício cresceu, casou, teve uma filha e manteve-se sempre ao lado do seu “tio” Octávio nos negócios, até que este desaparece misteriosamente e Maurício assume o seu lugar. O dia do alegado desaparecimento de Octávio coincidiu com a noite do acidente de viação que vitimou a mulher de Maurício, Liliana e o pequeno Gonçalo (filho de Marta), e do qual apenas sobreviveu Catarina, a filha de Maurício e Liliana. Pai e filha continuam a viver na quinta e Maurício dedica-se de corpo e alma à empresa que herdou, colocando-a na vanguarda da investigação na área.
Dois anos depois da morte da mulher, Maurício conhece Júlia e refaz a sua vida amorosa. Catarina vê em Júlia uma substituta perfeita para a mãe que perdeu e Maurício pretende não só casar com ela como ainda dar-lhe emprego na GRAAL. Prestes a aceitar, Júlia conhece Diogo, um rapaz despreocupado que trabalha numa loja de roupa, e ambos se apaixonam à primeira vista. Júlia esforça-se por negar esta paixão e recuperar a tranquilidade que a sua relação com Maurício lhe transmitia, mas o acaso, ou o destino, fazem-na cruzar-se com Diogo às vezes suficientes para que Júlia perceba que nada mais poderá ser como antes.
Diogo Moreno é um homem de 30 anos que trabalha como vendedor numa casa de roupa masculina e leva o ofício de alfaiate no sangue. Diogo, todavia, não acaba de criar o seu projecto de vida, e antes de uma ruptura amorosa regressa temporariamente a casa dos seus pais, onde não é recebido tão bem como ele esperava. Não é só deixado à sua sorte, é também burlado pela sua última noiva e os seus afectos estão postos na sua família e nos seus amigos, Paulo e Filipe. A pouco tempo da volta à casa dos seus pais, Diogo conhece Júlia Mascarenhas, de quem se apaixona. Mas Júlia está comprometida e vai-se casar com Maurício de Lemos, um empresário famoso que esconde por detrás da sua defesa fervente de produtos orgânicos e naturais, vários negócios obscuros. Diogo e Júlia terão uma aproximação mas, por várias circunstâncias, cada um segue o seu caminho e crêem que não voltarão a ver-se nunca mais. Sem crença não será assim. Diogo torna-se muito amigo de Marta, uma mulher que perdeu há dois anos um filho pequeno e que crê que, de alguma maneira, Maurício é responsável por essa morte. Marta não encontra consolo para a sua dor e resolve matar Maurício. Diogo dá conta dos seus planos, e para evitar que ela cometa um crime, acaba salvando a vida de Maurício. A partir desse momento, Maurício quer que Diogo vá trabalhar para ele, como um amuleto de boa sorte, e não pára até o obter. Apenas quando Diogo aceita e entra na sua casa, se aperceberá de que Júlia é a mulher deste homem.
No início, Diogo é ingénuo em relação à verdadeira cara de Maurício, mas pouco a pouco vai-se dando conta dos seus negócios e artimanhas obscuras. Para ele, o saber irá pesar-lhe demasiado. E na hora em que irá querer ir-se embora dali, saberá que isso não será possível. Pelo menos vivo.
Além disso, Diogo não se atreverá a deixar Júlia sozinha no meio de um perigo que ela não vê. Júlia não sabe quem é Maurício de verdade e pôs a trabalhar para ele o seu pai, Alfredo Mascarenhas, um prestigioso científico a que Maurício anda atrás desde antes de conhecer Júlia. Maurício necessita dos seus conhecimentos científicos para levar a cabo alguns dos seus mais ambiciosos e complicados planos.
Diogo não nega o que sente por Júlia, mas as constantes recusas e afastamento dela fazem-no aproximar-se de Marta, uma mulher que perdeu o filho há três anos, no mesmo acidente de carro que vitimou a mulher de Maurício. Conhecem-se numa festa em que Marta aparece sem ser convidada, disposta a matar aquele que culpa pela morte do seu filho: Maurício. É Diogo quem a impede de cometer uma loucura e lhe dá força para encarar novamente a sua vida. Mas ambos depressa perceberão que o passado não os vai deixar em paz e que as suas vidas e a dos que amam e odeiam estão irreversivelmente cruzadas.

## Elenco
- Paulo Rocha - Diogo Moreno
- Carla Chambel - Júlia Mascarenhas
- Rui Luís Brás - Maurício de Lemos
- Carla Maciel - Marta Tavares
- Custódia Galego - Lídia Moreno
- João Lagarto - Ricardo Moreno
- Sinde Filipe - Peres Castilho
- São José Lapa - Prazeres Godinho
- Nuno Melo - Alfredo Mascarenhas
- Ana Padrão - Inês/Luísa Paiva
- Pedro Laginha - Tiago Reis
- Alda Gomes - Maria Reis
- Gonçalo Portela - Paulo Silva
- Luísa Cruz - Glória Tavares
- Jorge Corrula - André Paixão
- Teresa Guilherme - Leonor Graça Almeida
- Luís Vicente - Aníbal Pinto
- Rui Neto - Pedro Mascarenhas[3]
- Rui Mello - Filipe Barreto
- Inês Vaz - Rosário Moreno
- Ana Marta Contente - Catarina de Lemos
- Cristina Alfaiate - Verónica Sousa
- Edmundo Rosa - Xavier
- José Afonso Pimentel - César
- Adriano Carvalho - João
- Ana Bustorff - Eva Santoro
- Carolina Manso - Joana Reis (Joaninha)
- Nicolau Breyner - Octávio Graça Almeida
- Sofia Duarte Silva - Liliana de Lemos - Mulher de Mauricio

Elenco adicional:
- José Pedro Gomes - Vicente Paixão - Pai de André
- José Raposo - Rui Ferreira - Ex-Director da GRAAL
- Rita Lopes - Marta (criança)
- Romeu Costa - Lucas
- Vítor Rocha - Inspector Dimas
- Durval Lucena - Telmo - Inimigo de Aníbal
- Miguel Carneirinho - Gonçalo Tavares - Filho de Marta
- Paulo Vintém - Henrique - Namorado de Verónica
- Rui Unas - David Norton - Empresário
- Maria João Pinho - Dra. Ana Fontes - Ex-Namorada de Alfredo
- Marco Costa - Tiago Mendes Castro - Ex-namorado de Rosário
- Gustavo Santos - Pontes - Segurança Casa do Poço
- Paula Luís - Dra. Raquel Andrade - Médica na Casa do Poço
- Licínio França - Vizinho de Barradas
- Liliana Santos - Lúcia - Namorada de Alfredo
- Rita Palma - Cristina Godinho
- Paulo Gonçalves - Iglésias - Funcionário da escola de condução
- Carlos Vieira - Beto - Assistente de Eva Santoro

## Banda sonora
- Anjos - "Resistirei"
- Paulo Gonzo ft. Lúcia Moniz - "Leve Beijo Triste"
- Tokio Hotel - "Rescue Me"
- Enrique Iglesias - "Do You Know"
- Tiago Bettencourt & Mantha - "Noite Demais"
- Maroon 5 - "Makes Me Wonder"
- Céline Dion - "Taking Chances"
- Mario Barrett - "How Do I Breathe"
- Duran Duran - "Falling Down"
- Julie C - "Breathe"
- Chris Daughtry - "Home"
- Ala dos Namorados - "Espaço Reservado"
- Classificados - "Notícias de Ti"
- Mario - "How Do I Breathe"
- Ali Slaight - "Hey You"
- Margarida Pinto - "Lembra-me de Nós"

## Audiências
A telenovela estreou a uma sexta feira, antes do último episódio da sua telenovela antecessora, Vingança. Atingiu uma audiência de 7,9% de rating e 23,6% de share. Ao 4.º episódio passou a barreira dos 30% de share.

## Curiosidades
- Antes de ser dada como certa a produção e adaptação de Resistiré, a imprensa avançou outras duas telenovelas para substituir Vingança: Juanita la Soltera e Collar de Esmeraldas.
- Paulo Rocha aproveitou as suas férias após ter terminado as gravações da Vingança e foi até a Argentina. Lá conheceu os estúdios da Telefé (produtora de Montecristo - Vingança) e conheceu o actor Pablo Echarri que deu vida, na produção original, a "Santiago" (de Montecristo) e a "Diego" (de Resistiré).[7]
- As gravações da telenovela começaram a 25 de Setembro.
- Rui Luís Brás, Sofia Duarte Silva e Luís Vicente são três dos actores que, juntamente com técnicos, viajaram até a capital espanhola, Madrid, para gravarem as cenas de maior acção do início da telenovela. A eles também se juntaram Ana Marta Contente e Miguel Carneirinho (jovens actores de sete anos de idade) acompanhados pela actriz Sofia Espírito Santo que, apesar de não ser a directora de actores infantis fixa da telenovela foi a convidada a integrar a equipa espanhola para as cenas mais complicadas (acidente de viação).
- A telenovela que conta com muitos efeitos especiais, teve (não só nos episódios iniciais) explosões de carros, queda de prédios e suicídios.
- As cenas de acção gravadas em Espanha, tais como as que serão gravadas em Portugal, ficarão a cargo de uma produtora espanhola, Reyes Abades, sendo o realizador espanhol Juan Manuel Manzanares.
- Nuno Melo, para encarar o papel de um Professor Universitário que também é um investigador científico, mudou de visual: pintou o cabelo de loiro e usará lentes de contacto azuis.
- A trama (em relação ao Professor Universitário) gira em torno da descoberta de um medicamento que revolucionará a medicina, pois servirá para curar a morte. O Professor Mascarenhas estará directamente relacionado com essa descoberta.
- Sinde Filipe e José Raposo gravaram cenas de exterior com os actores Rui Luís Brás, Carla Chambel e Paulo Rocha, no parque de estacionamento das Docas de Alcântara, em Lisboa, com vista para a discoteca Buddha. Foram gravadas as cenas de uma festa e da tentativa de um assassinato.
- As promoções à novela começaram, na televisão, no dia 28 de Outubro, com pequenos teasers nos intervalos, mostrando alguns dos actores na Vingança e a sua mudança, a nova personagem, em Resistirei.
- As cenas de acção foram gravadas com duplos. A gravação dessas cenas - que incluem os tais duplos - foram feitas por um empresa espanhola - que se deslocou a Portugal e que também gravou em Madrid -, Reyes Abades.
- A actriz Luísa Cruz vai interpretar uma fotógrafa que presencia um atentado suicida (onde não vão faltar explosões).
- Os actores Jorge Corrula e José Raposo desempenham uma cena de pancadaria numa festa que foi gravada no Buddha em Lisboa.
- As promoções, a contar um pouco da história, a mostrar cenas e actores da telenovela, começaram no dia 30 de Outubro.
- A Festa de Apresentação da telenovela decorreu no dia 14 de Novembro, quarta-feira, à noite, no Cinema São Jorge em Lisboa. Estiveram presentes os actores da telenovela, os actores de outras produções da SIC, produtores, realizadores, técnicos, convidados e a Comunicação Social.
- O actor Rui Luís Brás, para interpretar o vilão "Maurício", emagreceu 11 quilogramas, tendo que recuperar 1 quilograma pois a sua saúde assim o exigiu.
- A actriz Ana Bustorff regressa às novelas em Resistirei. Ele será "Eva Santoro" e tornar-se-á rival de "Júlia" pois irá apaixonar-se por "Diogo". Será uma importante peça da organização e tem como objectivo destruir "Maurício".
- "André" e "Pedro" protagonizaram cenas de sexo (homossexual) ousado, inéditas nas produções nacionais. Tornaram-se amantes após "André" abandonar a Quinta, cansado de ser humilhado pelo patrão. "Pedro" irá acolhê-lo, tornar-se-ão amantes e planearão uma vingança contra "Maurício". "Carolina" não aceitará esse envolvimento entre os dois.
- A telenovela, a partir do dia 14 de Janeiro, deixou de ser exibida de segunda a sexta (como vinha a ser exibida desde a estreia). A sua transmissão passou a ser só ao fim-de-semana (no dia 11 de Janeiro exibiu o seu último episódio semanal). Esta decisão foi tomada pelo novo Director de Programas da SIC, Nuno Santos, alegando as fracas audiências da telenovela.
- A partir de 8 de Maio, os episódios foram disponibilizados no YouTube, pois esta telenovela continuou a ser exibida pela SIC Internacional, tendo o seu último episódio exibido no dia 12 de Setembro de 2008.

## Realização
Paulo Rosa - Rodrigo Riccó